# Моравсько-Сілезькі Бескиди
49°32′46″ пн. ш. 18°26′55″ сх. д. / 49.546111° пн. ш. 18.448611° сх. д.

Моравсько-Сілезькі Бескиди на мапі Чехії

Мора́всько-Сіле́зькі Бески́ди (словац. Moravskosliezske Beskydy, чеськ. Moravskoslezské Beskydy, пол. Beskid Śląsko-Morawski), гірський масив у північно-західній Словаччині і північно-східній Чехії, частина Західних Бескид.
Найвища точка — Лиса Гора (Lysá hora); близько 1 500 мм опадів на рік, 1324 м, в чеській Сілезії.
На півночі вони круто підвищуються приблизно на 1 000 м над майже плоскою рівниною, на півдні вони поволі переходять в Яворники.
Гори на 80 % засаджені лісом, який, був в деяких частинах, серйозно пошкодженим діями Остравського індустріального регіону. Спочатку, гори були покриті змішаним лісом з домінантою європейського буку який зберігся в багатьох місцях.
Є три види великих ссавців — євразійська рись, бурий ведмідь та сірий вовк.
На честь найвищої вершини гірського масиву названо астероїд 31323 Лиса гора.

## Гідрографія
Протікають 
- Ломна[1]
- Мілошовський потік[2]
- Олешнянка[3]
- Шлягоров потік[4]